# Stephen J. Lippard
Stephen James Lippard (nacido el 12 de octubre de 1940) es profesor emérito de química Arthur Amos Noyes en el Instituto de Tecnología de Massachusetts. Se le considera uno de los fundadores de la química bioinorgánica, estudiando las interacciones de sustancias no vivas como los metales con los sistemas biológicos. También se le considera fundador de la metaloneuroquímica, el estudio de los iones metálicos y sus efectos en el cerebro y el sistema nervioso. Ha realizado un trabajo pionero en la comprensión de la estructura y síntesis de proteínas, las funciones enzimáticas de la metano monooxigenasa (MMO) y los mecanismos de los fármacos anticancerígenos cisplatino. Su trabajo tiene aplicaciones para el tratamiento del cáncer, para la biorremediación del medio ambiente, y para el desarrollo de combustibles sintéticos a base de metanol.

## Educación
Lippard nació en Pittsburgh (Pensilvania), donde se graduó en el instituto Taylor Allderdice en 1958. Se licenció en el Haverford College en 1962. Inicialmente interesado en estudiar medicina, una charla sobre química médica del químico visitante Francis P.J. Dwyer inspiró a Lippard a centrarse en la química inorgánica para su doctorado. Lippard trabajó con F. Albert Cotton en el MIT sobre complejos y clusters de oxo renio. Completó la tesis Química de los bromorhenatos, doctorándose en el MIT en 1965.

## Carrera
Lippard se unió a la facultad de la Universidad de Columbia en 1966 como profesor asistente. Fue ascendido a profesor asociado titular en 1969 y profesor titular en 1972.
En 1983, Lippard regresó al MIT como profesor de química. Ha ocupado la Cátedra de Química Arthur Amos Noyes en el MIT desde 1989. Él y su esposa Judy fueron "housemasters" en la Casa MacGregor del MIT de 1991 a 1995. Lippard fue director del Departamento de Química del MIT de 1995 a 2005. Es reconocido por su labor científica y su trabajo con estudiantes, habiendo sido mentor de más de 100 doctores. Sus alumnos trabajan en áreas muy diversas, en parte porque "transmite el mensaje firme de que hay que ir a la frontera de la ciencia y elegir problemas interesantes". El 40% de sus estudiantes de posgrado han sido mujeres, a las que da "proyectos de alto riesgo y alta recompensa".
Lippard es coautor de más de 900 artículos académicos y profesionales  y coautor del libro de texto Principios de química bioinorgánica (1994) con Jeremy Berg, Editó la serie de libros Progress in Inorganic Chemistry del volumen 11 al 40. Fue editor asociado de la revista Inorganic Chemistry de 1983 a 1989, y editor asociado de la Journal of the American Chemical Society de 1989 a 2013, además de formar parte de los consejos editoriales de muchas otras revistas.

## Investigación
Las actividades de investigación de Lippard se sitúan en la interfaz de la biología y la química inorgánica. Lippard se centra en la comprensión de las propiedades físicas y estructurales de los complejos metálicos, su síntesis y reacciones, y la implicación de los iones metálicos en los sistemas biológicos. La formación y ruptura de enlaces moleculares subyacen a muchas transformaciones bioquímicas. Sustancias puramente inorgánicas como el hierro son a menudo necesarias en reacciones orgánicas esenciales, por ejemplo la unión del oxígeno en la familia de la hemoglobina. Lippard intenta comprender mejor el papel de los complejos metálicos en la fisiología y patología de los sistemas biológicos existentes, e identificar posibles aplicaciones de los iones metálicos en el tratamiento médico.
Ha realizado importantes contribuciones en diversas áreas, incluido el desarrollo de fármacos anticancerígenos a base de platino, como la familia del cisplatino. Otra área de interés es la estructura y función del metano y las enzimas que consumen hidrocarburos que generan gases de efecto invernadero. En metaloneuroquímica, estudia la actividad molecular de los iones metálicos en el cerebro y desarrolla sensores ópticos y de resonancia magnética para unir, rastrear y medir iones metálicos cuando interactúan con neurotransmisores y otros agentes de señalización biológica.

### Cisplatino

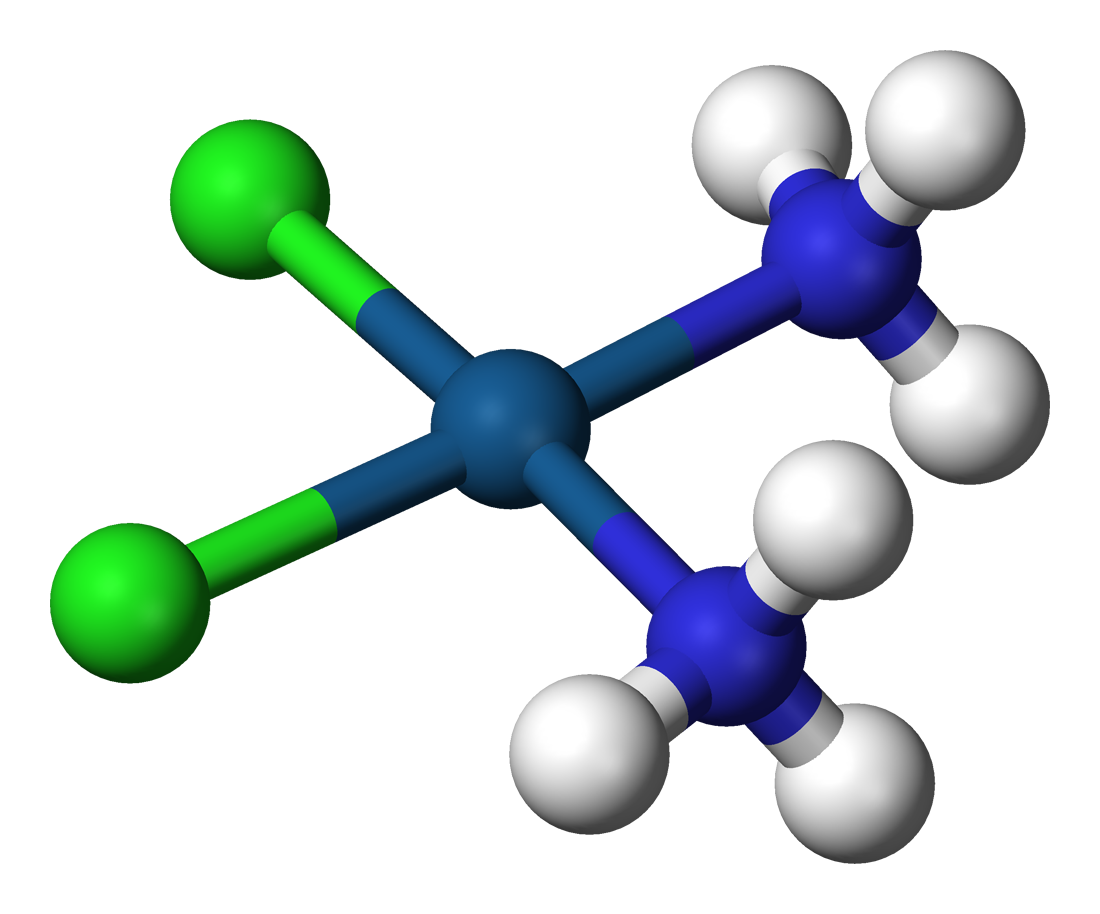
Cisplatino

El cisplatino es uno de los medicamentos de quimioterapia más utilizados para muchas formas de cáncer. Fue descubierto en la década de 1960 por Barnett Rosenberg, pero no se comprendía su mecanismo de acción.
Los primeros trabajos en el laboratorio de Lippard sobre la interacción de complejos metálicos con ácidos nucleicos llevaron al descubrimiento de los primeros metalointercaladores y, finalmente, a la comprensión de los mecanismos del cisplatino. Lippard y sus estudiantes examinaron secuencias de ADN y ARN e incorporaron átomos de azufre en la columna vertebral de azúcar-fosfato, donde unieron selectivamente complejos de mercurio o platino a posiciones específicas. El descubrimiento de Karen Jennette de que los complejos de platino estéricamente gravados tenían más éxito en unirse a los átomos de azufre en el ARNt que las sales de mercurio llevó a los investigadores a proponer que los complejos de platino se intercalaban entre los pares de bases del ARN bicatenario. Fue la primera demostración experimental que mostró la unión de un complejo metálico al ADN mediante intercalación: complejos de platino-terpiridina insertados entre los pares de bases del ADN y desenrollando la doble hélice. Utilizando difracción de rayos X de fibra, Peter Bond y otros pudieron mostrar el complejo de platino intercalado y confirmar las predicciones de que el espaciado de los intercaladores en los pares de bases del ADN seguiría la regla de exclusión de vecinos.
Esto sentó las bases para el trabajo posterior sobre la vinculación intercalada. Jacqueline Barton y otros han utilizado la micrografía electrónica para mostrar que la unión covalente de los complejos de platino cambia el superenrollamiento del ADN, "doblando y desenrollando" la doble hélice. Otros experimentos han explorado los mecanismos a través de los cuales los fármacos de platino se unen a sus objetivos biológicos y han permitido conocer mejor su actividad anticancerígena. Los resultados importantes incluyen la identificación de un entrecruzamiento d(pGpG) intrahebra como el aducto principal en el ADN monocatenario platinado, la identificación del aducto principal en el ADN bicatenario, la unión de proteínas del grupo de alta movilidad a Enlaces cruzados de ADN platinado. Utilizando cristalografía de rayos X y otras técnicas, Lippard y sus compañeros de trabajo han examinado los mecanismos implicados en la unión del cisplatino a fragmentos de ADN, para comprender mejor cómo el cisplatino invade las células tumorales e interfiere con su actividad. La interacción del cisplatino y el ADN da como resultado la formación de enlaces cruzados entre cadenas e intracadenas de ADN-ADN que bloquean los mecanismos de replicación y transcripción del ADN. Además de los enlaces cruzados intracadena creados por el cisplatino, los complejos metálicos monofuncionales pueden sugerir posibles tratamientos contra el cáncer.
Otra línea de investigación del laboratorio de Lippard se centra en los azules de platino. Jacqueline Barton fue la primera persona en sintetizar y caracterizar estructuralmente un azul de platino cristalino, el azul de piridona. Desde entonces, se han llevado a cabo numerosas investigaciones sobre la estructura, las propiedades y las reacciones de estos complejos.

### Metano monooxigenasas

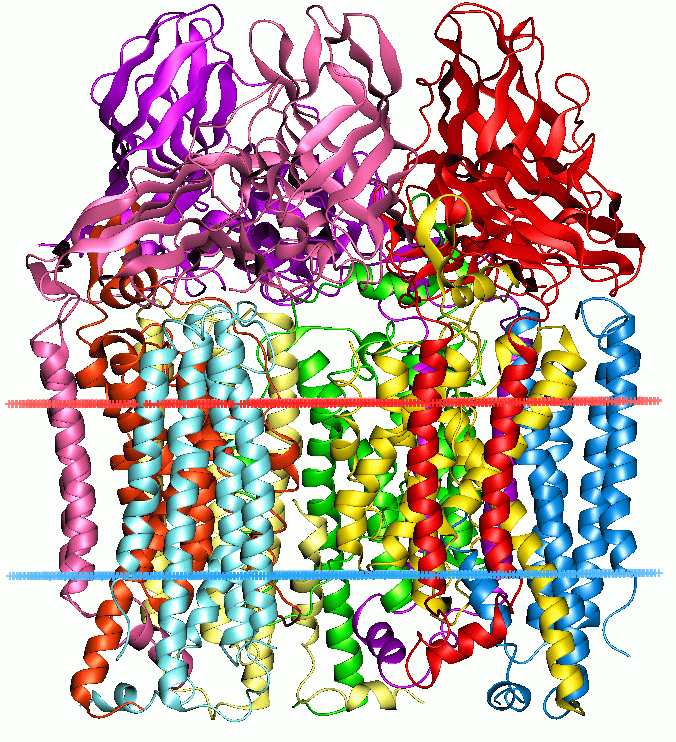
Metano monooxigenasa particulada

Miembros del laboratorio Lippard que estudian cristalografía macromolecular han explorado la estructura, los mecanismos y la actividad de monooxigenasas multicomponentes bacterianas. Las monooxigenasas de metano son enzimas que se dan en las bacterias denominadas metanótrofas. La función principal de esta enzima es la hidroxilación del metano a metanol como primer paso en el metabolismo del metano.
Amy Rosenzweig determinó la estructura de rayos X de la proteína de la forma soluble de metano monooxigenasa (MMO) como estudiante de posgrado de Lippard. Lippard ha utilizado la difracción de rayos X y otros métodos para estudiar estos compuestos, ampliando enormemente nuestra comprensión de su estructura y función. El MMO es vital para el ciclo del carbono en la Tierra, y el conocimiento de su estructura puede ayudar a desarrollar tecnologías limpias para combustibles basados en metanol. Las metano monoxigenasas también pueden ser útiles para la biorremediación.

### Complejos de hierro
Lippard y sus alumnos también han estudiado la síntesis de complejos de dihierro, como la dihierro hidroxilasa, para comprender mejor las actividades de los átomos metálicos en moléculas biológicas. Han desarrollado compuestos modelo para metaloenzimas de dihierro con puente de carboxilato que pueden compararse con las formas biológicas correspondientes. Han sintetizado análogos de los núcleos de carboxilato de hierro de la MMO y proteínas de hierro con puente de carboxilato relacionadas, como la hemeritrina transportadora de dioxígeno. En 2010, Lippard recibió el premio Ronald Breslow por su trabajo sobre proteínas de hierro no hemo.
También fue importante la síntesis de una "rueda férrica molecular" por Kingsley Taft, la primera estructura de rueda observada en la química polimetálica autoensamblada. Un círculo casi perfecto que contiene diez iones férricos, la estructura se ensambla espontáneamente en soluciones metanólicas de complejos oxo de diiron (III), que se estaban estudiando para comprender mejor los núcleos de proteínas oxo de polihierro como los de la hemeritrina. Aunque no se conoce ningún uso particular para la rueda férrica, ella y los grupos moleculares homometálicos en forma de anillo posteriores son de interés como una subclase de imanes moleculares. Otro complejo novedoso era un "triple piso férrico", que contenía tres unidades de hierro triangulares paralelas y un puente triple de seis ligandos de citrato.

### Metaloneuroquímica
Lippard es considerado uno de los fundadores de la metaloneuroquímica, el estudio de los iones metálicos a nivel molecular y cómo afectan al cerebro y al sistema nervioso. Trabajando en la interfaz de la química inorgánica y la neurociencia, ha ideado agentes de imagen fluorescentes para estudiar el zinc móvil y el óxido nítrico y sus efectos en la neurotransmisión y otras formas de señalización biológica.

## Compañías
En 2011, Lippard fundó Blend Therapeutics con Omid Cameron Farokhzad y Robert Langer, en Watertown, Massachusetts. Blend se centró en desarrollar medicamentos anticancerígenos para el tratamiento de tumores sólidos, con el objetivo de atacar el tejido canceroso sin atacar a las células sanas. Entre sus candidatos a fármacos patentados se encontraban el BTP-114, un profármaco de cisplatino, y el BTP-277, un ligando diseñado para unirse selectivamente a las células tumorales. En 2016, Blend se dividió en dos empresas separadas: Tarveda y Placon, para seguir estos dos enfoques.
Placon Therapeutics desarrolla terapias contra el cáncer basadas en el platino. Entre ellas figura BTP-114, el primer candidato clínico que utiliza una plataforma de platino-fármaco conjugado con albúmina, basada en los trabajos de Lippard. La Food and Drug Administration (FDA) ha autorizado el BTP-114 para ensayos clínicos de fase 1 contra el cáncer.
Tarveda Therapeutics está desarrollando el BTP-277 (rebautizado PEN-221) y otras pentarinas, una clase de fármacos patentados que utilizan ligandos peptídicos para transportar un fármaco diana a las células tumorales. Las pentarinas son fármacos en forma de nanopartículas, similares a los conjugados anticuerpo-fármaco pero más pequeños, que han sido descritos como "minibombas inteligentes". Se cree que son capaces de penetrar cánceres densos basados en tumores.

## Premios y distinciones
Lippard ha sido elegido miembro de la Academia Nacional de Ciencias, el Instituto Nacional de Medicina, la Academia Estadounidense de Artes y Ciencias, y la Sociedad Filosófica Estadounidense. Es miembro honorario de la Real Academia Irlandesa (2002), de la Sociedad Química Italiana (1996) y de la Academia Nacional Alemana de Ciencias ( Leopoldina ) (2004), y es miembro científico externo de Max-Planck. Instituto (1996) en Alemania.
Es doctor honoris causa por el Haverford College, la Universidad Texas A&M, y la Universidad de Carolina del Sur, y doctor honoris causa por la Universidad Hebrea de Jerusalén.
Lippard ha recibido muchos premios a lo largo de su carrera, entre los que destaca la Medalla Nacional de Ciencias de 2004, la Medalla Priestley de la Sociedad Química Estadounidense de 2014, su máximo galardón, y la cátedra James R. Killian de 2014 en el MIT, otorgada a un miembro del cuerpo docente del Instituto por año. También recibió la medalla Linus Pauling, la medalla Theodore W. Richards, y la medalla William H. Nichols. Por su trabajo en química bioinorgánica y biomimética, Lippard recibió el premio Ronald Breslow y el premio Alfred Bader de la American Chemical Society (ACS). Por su investigación en química inorgánica y organometálica, así como por su papel como educador, fue honrado con los premios ACS de Química Inorgánica y por Servicio Distinguido en Química Inorgánica. En 2015, Lippard ganó la Medalla Benjamin Franklin en Química otorgada por el Instituto Franklin. En 2016, recibió la Medalla FA Cotton por la excelencia en la investigación química y el Premio Welch en Química de la Fundación Robert A. Welch. En 2017, fue elegido para recibir la Medalla de Oro del Instituto Americano de Químicos.